# Athysanella colonus
Athysanella colonus är en insektsart som beskrevs av Alexander Fyodorovich Emeljanov 1970. Athysanella colonus ingår i släktet Athysanella och familjen dvärgstritar. Inga underarter finns listade i Catalogue of Life.